# Мацуи, Хидеки
Хидеки Мацуи (яп. 松井 秀喜 Matsui Hideki, 12 июня 1974 года), также известный как «Годзилла», — японский бывший профессиональный бейсболный аутфилдер и назначенный отбивающий, игравший в бейсбол в Японском профессиональном бейсболе (NPB) и Главном лиге бейсбола (MLB). Он бил левой и бросал правой рукой.
Первые 10 сезонов своей карьеры Мацуи играл в Японии за команду NPB «Йомиури Джайентс». В течение этого периода он был девятикратным участником матча всех звёзд, трижды чемпионом Японской серии и трижды самым ценным игроком Центральной лиги (ГЛБ). В 2003 году Мацуи перешёл в ГЛБ в Северной Америке и провел там свои первые семь сезонов в «Нью-Йорк Янкис». Будучи янки, он был дважды участником матча всех звёзд ГЛБ и чемпионом мировой серии 2009 года, за что был назван самым ценным игроком мировой серии. После того, как он стал свободным агентом, Мацуи в течение одного года выступал в трех других командах ГЛБ: Лос-Анджелес Энджелс, Окленд Атлетикс и Тампа-Бэй Рейс. 28 июля 2013 года Мацуи подписал однодневный контракт в низшей лиге с Янкис, чтобы официально завершить карьеру команды.
За свою 20-летнюю игровую карьеру Мацуи сделал 507 хоум-ранов — 332 в NPB и 175 в MLB. В 2018 году Мацуи был принят в зал славы японского бейсбола.